# Теорема Хартогса
Теорема Хартогса — твердження у комплексному аналізі про те, що у випадку коли комплексна функція багатьох комплексних змінних буде аналітичною за кожним зі своїх аргументів, то вона також буде аналітичною загалом.

## Твердження
Нехай {\displaystyle \Omega \subseteq \mathbb {C} ^{n}} — відкрита множина, {\displaystyle a_{1},\dots a_{n}\in \mathbb {C} } деякі числа. Позначимо {\displaystyle \Omega _{j,a}:=\left\{z\in \mathbb {C} \,:\,(a_{1},\dots ,a_{j-1},z,a_{j+1},\dots ,a_{n})\in \Omega \right\}\subseteq \mathbb {C} .} Для функції {\displaystyle f:\Omega \rightarrow \mathbb {C} } можна визначити функції {\displaystyle f_{j,a}:\Omega _{j,a}\rightarrow \mathbb {C} } дія яких визначається {\displaystyle z\mapsto f(a_{1},\dots ,a_{j-1},z,a_{j+1},\dots ,a_{n})}.
При цих позначеннях, якщо
{\displaystyle \forall \,a_{1},\dots a_{n}\in \mathbb {C} ,\;\forall \,j\in \mathbb {N} :1\leq j\leq n} функції {\displaystyle f_{j,a}:\Omega _{j,a}\rightarrow \mathbb {C} } є аналітичними, то і функція {\displaystyle f:\Omega \rightarrow \mathbb {C} } є аналітичною.

## Доведення
Згідно леми Осґуда достатньо довести, що функція, яка є голоморфною окремо по кожній змінній є неперервною. Лема тоді гарантує загальну голоморфність. Неперервність достатньо довести для відкритого полікруга з центром у довільній точці. Після заміни координат можна вважати, що цією точкою є (0, 0, ..., 0) і тоді замкнутий полікруг мультирадіуса {\displaystyle r=(r_{1},\ldots ,r_{n})} за означенням є множиною {\displaystyle B_{r}:=\{z:|z_{i}|\leqslant r_{i}\}} де {\displaystyle z:=(z_{1},\ldots ,z_{n})}.

### Лема
Нехай полікруг {\displaystyle B_{r}} є підмножиною області {\displaystyle \Omega } у якій функція {\displaystyle f} є голоморфною по кожній окремій змінній. Існує комплексне число {\displaystyle \xi } таке, що {\displaystyle |\xi |<r_{1}} і дійсне число {\displaystyle \rho >0} таке, що круг {\displaystyle |z-\xi |\leqslant \rho } є підмножиною відкритого круга {\displaystyle |z|<r_{1}}, що функція {\displaystyle f} є обмеженою у полікрузі, що визначається умовами {\displaystyle |z_{1}-\xi |\leqslant \rho } і {\displaystyle |z_{i}|\leqslant r_{i}} для {\displaystyle i\in 2,\ldots ,n.}

#### Доведення
Твердження є правильним для випадку однієї змінної адже голоморфна у крузі функція є у ньому неперервною. Тому можна доведення здійснювати з використанням методу математичної індукції.
Для випадку {\displaystyle n} змінних у крузі {\displaystyle |z|\leqslant r_{1}} можна ввести функцію {\displaystyle a(z)=\max _{|z_{i}|\leqslant r_{i},\ i\geqslant 2}|f(z,z_{2},\ldots ,z_{n})|}. Для кожного окремого {\displaystyle z} максимум береться для функції від {\displaystyle n-1} змінної, що є голоморфною по кожному аргументу окремо. Згідно припущення індукції ця функція є неперервною. Відповідно її модуль є неперервною дійсною функцією і вона досягає свого максимуму на замкнутому полікрузі від  {\displaystyle n-1} змінної, що є компактною множиною.
Нехай {\displaystyle \lambda _{N}:=\{z:|z|\leqslant r_{1}\ \land \ a(z)\leqslant N\}.} Тоді {\displaystyle \{z:|z|\leqslant r_{1}\}=\cup _{N=1}^{\infty }\lambda _{N}} і множини {\displaystyle \lambda _{N}} є замкнутими. Останнє твердження випливає з того, що якщо {\displaystyle \eta _{i}\in \lambda _{N}} і {\displaystyle \lim _{i\to \infty }\eta _{i}=\eta } то {\displaystyle |\eta |\leqslant r_{1}} і {\displaystyle a(\eta )=\max _{|z_{i}|\leqslant r_{i},\ i\geqslant 2}|f(\eta ,z_{2},\ldots ,z_{n})|=f(\eta ,{\bar {z}}_{2},\ldots ,{\bar {z}}_{n})} для певних комплексних чисел {\displaystyle {\bar {z}}_{i}}. Тоді функція {\displaystyle f(z,{\bar {z}}_{2},\ldots ,{\bar {z}}_{n})} є голоморфною і відповідно неперервною функцією однієї змінної. Тому {\displaystyle f(\eta ,{\bar {z}}_{2},\ldots ,{\bar {z}}_{n})=\lim _{i\to \infty }f(\eta _{i},{\bar {z}}_{2},\ldots ,{\bar {z}}_{n})\leqslant N.} Відповідно і {\displaystyle \eta \in \lambda _{N}.}
З теореми Бера про категорії випливає, що якась із множин {\displaystyle \lambda _{N}} має внутрішню точку {\displaystyle \xi } і звідcи також замкнутий круг {\displaystyle \{z:|z-\xi |\leqslant \rho \}\subset \lambda _{N}}. Тоді за означеннями всюди у полікрузі, що визначається умовами {\displaystyle |z_{1}-\xi |\leqslant \rho } і {\displaystyle |z_{i}|\leqslant r_{i}} для {\displaystyle i\in 2,\ldots ,n} виконується нерівність {\displaystyle f(z_{1},\ldots ,z_{n})\leqslant N,} що доводить лему.

### Доведення теореми Хартогса
Теорема Хартогса є справедливою для функції однієї змінної де голоморфні функції є неперервними. Тому знову можна використати метод математичної індукції. Також теорему достатньо довести у полікрузі з центром у точці (0, 0, ..., 0) для функцій, що задовольняють умови леми.
Додатково за допомогою елементарних перетворень координат, що не змінюють факт неперервності функцій можна вважати, що всі {\displaystyle r_{i}=1}, а також за допомогою множення функції на константу, що функціяна полікрузі з умови леми обмежена значенням 1.
Також за допомогою перетворення {\textstyle {\frac {\xi -z}{1-{\bar {\xi }}z}}} можна вважати, що {\displaystyle \xi } з твердження леми є рівним 0. Відповідно функція {\displaystyle f} є неперервною на полікрузі {\displaystyle B_{\rho ,1}:=\{z:|z_{1}|\leqslant \rho ,\ |z_{2}|\leqslant 1,\ldots ,|z_{n}|\leqslant 1\}.}
Нехай {\displaystyle z^{0}=(z_{1}^{0},\ldots ,z_{n}^{0})} і {\displaystyle z^{1}=(z_{1}^{1},\ldots ,z_{n}^{1})} є внутрішніми точками у полікрузі {\displaystyle B_{\rho ,1}.} Тоді:
{\displaystyle |f(z^{1})-f(z^{0})|\leqslant |f(z_{1}^{1},z_{2}^{1},\ldots ,z_{n}^{1})-f(z_{1}^{0},z_{2}^{1},\ldots ,z_{n}^{1})|+|f(z_{1}^{0},z_{2}^{1},\ldots ,z_{n}^{1})-f(z_{1}^{0},z_{2}^{0},\ldots ,z_{n}^{1})|+\ldots +|f(z_{1}^{0},z_{2}^{0},\ldots ,z_{n}^{1})-f(z_{1}^{0},z_{2}^{0},\ldots ,z_{n}^{0})|}
З інтегральної теореми Коші випливає, що:
{\displaystyle |f(z_{1}^{0},\ldots ,z_{i}^{1},\ldots ,z_{n}^{1})-f(z_{1}^{0},\ldots ,z_{i}^{0},\ldots ,z_{n}^{1})|\leqslant \left|2\pi \int {\frac {f(z)}{1-z_{i}^{1}}}dz-2\pi \int {\frac {f(z)}{1-z_{i}^{0}}}dz\right|=2\pi \left|\int {\frac {f(z)(z_{i}^{1}-z_{i}^{0})}{(1-z_{i}^{1})(1-z_{i}^{0})}}dz\right|\leqslant {\frac {|z_{i}^{1}-z_{i}^{0}|}{(1-|z_{i}^{1}|)(1-|z_{i}^{0}|)}}.}
Інтеграли у цих нерівностях є лінійним інтегралом но одиничному колі. По першій змінній натомість інтеграл потрібно брати по колу радіуса {\displaystyle \rho } і відповідна нерівність тоді буде:
{\displaystyle |f(z_{1}^{1},\ldots ,z_{n}^{1})-f(z_{1}^{0},\ldots ,z_{n}^{1})|\leqslant {\frac {|z_{1}^{1}-z_{1}^{0}|}{(\rho -|z_{1}^{1}|)(\rho -|z_{1}^{0}|)}}.}
Сумарно враховуючи всі нерівності:
{\displaystyle |f(z^{1})-f(z^{0})|\leqslant {\frac {|z_{1}^{1}-z_{1}^{0}|}{(\rho -|z_{1}^{1}|)(\rho -|z_{1}^{0}|)}}+{\frac {|z_{2}^{1}-z_{2}^{0}|}{(1-|z_{2}^{1}|)(1-|z_{2}^{0}|)}}+\ldots +{\frac {|z_{n}^{1}-z_{n}^{0}|}{(1-|z_{n}^{1}|)(1-|z_{n}^{0}|)}}}
Коли {\displaystyle z^{1}} прямує до {\displaystyle z^{0}} то чисельники доданків у правій стороні нерівності прямують до нуля, а знаменники до деяких додатних чисел. Тому права і, відповідно, ліва сторони прямують до нуля. Тобто якщо {\displaystyle z^{1}} прямує до {\displaystyle z^{0}} то і {\displaystyle f(z^{1})} прямує до {\displaystyle f(z^{0})}. Відповідно функція є неперервною у точці {\displaystyle z^{0}}, а з довільності вибору цієї точки випливає її неперервність у полікрузі {\displaystyle B_{\rho ,1}.}
Зафіксувавши точки {\displaystyle z_{2},\ldots ,z_{n},\ |z_{i}|<1} можна функція однієї комплексної змінної {\displaystyle f(z_{1},z_{2},\ldots ,z_{n})} є голоморфною і можна запмсати розклад у ряд Тейлора:
{\displaystyle f(z_{1},z_{2},\ldots ,z_{n})=\sum _{i=0}^{\infty }f_{k}(z_{2},\ldots ,z_{n})z_{1}^{k},\ \forall |z_{1}|\leqslant 1.}
Якщо {\displaystyle |z_{1}|<\rho }, то {\displaystyle (z_{1},\ldots ,z_{n})} належить полікругу {\displaystyle B_{\rho ,1}} в якому функція є неперервною. Тоді із інтегральних формул Коші для коефіцієнтів ряду Тейлора:
{\displaystyle f_{k}(z_{2},\ldots ,z_{n})=\int _{|\xi |=r<\rho }{\frac {f(z_{1},z_{2},\ldots ,z_{n})}{\xi ^{k+1}}}d\xi .}
У правій стороні можна міняти місцями диференціювання по будь-якій змінній {\displaystyle z_{i}} і інтегрування. Відповідно функції є голоморфними по кожній окремій змінній і згідно припущення індукції також є неперервними і відповідно голоморфними загалом. 
Для неперервності суми ряду {\displaystyle f(z_{1},z_{2},\ldots ,z_{n})=\sum _{i=0}^{\infty }f_{k}(z_{2},\ldots ,z_{n})z_{1}^{k}} достатньо довести, що ряд збігається рівномірно на компактних підмножинах. 
Оскільки по першому аргументу {\displaystyle f(z_{1},z_{2},\ldots ,z_{n})} є голоморфною у деякій області, що містить одиничний круг, то її радіус збіжності степеневого ряду є більшим одиниці і з теореми Коші — Адамара   випливають нерівності: 
{\displaystyle {\varlimsup \limits _{k\rightarrow \infty }}\,|f_{k}(z_{2},\ldots ,z_{n})|^{1/k}<1}
Також із виразу цих значень із інтегральних формул Коші випливають нерівності: 
{\displaystyle |f_{k}(z_{2},\ldots ,z_{n})|<{\frac {1}{\rho ^{k}}}.}
Нехай {\displaystyle \Lambda :=\{(z_{2},\ldots ,z_{n}):|z_{k}|=1\}} — кістяк полікруга від  {\displaystyle n-1} змінної і {\displaystyle \Lambda _{k}:=\{(z_{2},\ldots ,z_{n})\in \Lambda :|f_{k}(z_{2},\ldots ,z_{n})|>1\}}. 
Множини {\displaystyle \Lambda _{k}} є відкритими підмножинами у {\displaystyle \Lambda .} Також якщо позначити {\displaystyle V(\Lambda _{k})} — об'єм відповідної множини, то  {\displaystyle \lim _{k\to \infty }V(\Lambda _{k})=0.} Справді, якщо позначити {\displaystyle {\mathcal {Q}}_{k}=\cup _{j=k}^{\infty }\Lambda _{j}} то {\displaystyle {\mathcal {Q}}_{k}\supset {\mathcal {Q}}_{k+1}} і тому {\displaystyle 0=V(\emptyset )=V(\cap _{j}{\mathcal {Q}}_{j})=\lim _{j\to \infty }V({\mathcal {Q}}_{j})}. Оскільки {\displaystyle \Lambda _{k}\subset {\mathcal {Q}}_{k}} то {\displaystyle \lim _{k\to \infty }V(\Lambda _{k})=0.}
Оскільки функції {\displaystyle f_{k}(z_{2},\ldots ,z_{n})} є голоморфними то функція {\displaystyle \log |f_{k}(z_{2},\ldots ,z_{n})|} є субгармонічною як функція для кожної пари дійсних аргументів, що відповідають кожній комплексній змінній. Нехай у показниковому записі фіксовані комплексні числа рівні  {\displaystyle z_{j}=r_{j}e^{i\theta _{j}}} і для всіх {\displaystyle r_{j}\leqslant r<1}. Повторно для кожної такої змінної записавши нерівність з означення субгармонічної функції і використавши запис гармонічної функції як розв'язку задачі Діріхле для рівняння Лапласа у крузі зрештою одержуються нерівності:
{\displaystyle {\frac {1}{k}}\log |f_{k}(z_{2},\ldots ,z_{n})|\leqslant {\frac {1}{k(2\pi )^{n-1}}}\int \cdots \int _{\Lambda }\prod _{j=2}^{n}{\frac {(1-r_{j}^{2})\log |f_{k}(e^{i\theta _{2}},\ldots ,e^{i\theta _{2}})|}{1-2r_{j}\cos(\phi _{j}-\theta _{j})+r_{j}^{2}}}d\theta _{2}\ldots d\theta _{n}\leqslant {\frac {1}{k(2\pi )^{n-1}}}\int \cdots \int _{\Lambda _{k}}\prod _{j=2}^{n}{\frac {(1-r_{j}^{2})\log |f_{k}(e^{i\theta _{2}},\ldots ,e^{i\theta _{2}})|}{1-2r_{j}\cos(\phi _{j}-\theta _{j})+r_{j}^{2}}}d\theta _{2}\ldots d\theta _{n}.}
Використовуючи нерівності:
{\displaystyle {\frac {1-r_{j}^{2}}{1-2r_{j}\cos(\phi _{j}-\theta _{j})+r_{j}^{2}}}\leqslant {\frac {1-r_{j}^{2}}{(1-r_{j})^{2}}}={\frac {1+r_{j}}{1-r_{j}}}\leqslant {\frac {1+r}{1-r}}}
зрештою одержуємо:
{\displaystyle {\frac {1}{k}}\log |f_{k}(z_{2},\ldots ,z_{n})|\leqslant {\frac {1}{(2\pi )^{n-1}}}\left({\frac {k\log 1/\rho }{k}}\right)\left({\frac {1+r}{1-r}}\right)^{n-1}\int \cdots \int _{\Lambda _{k}}d\theta _{2}\ldots d\theta _{n}={\frac {1}{(2\pi )^{n-1}}}\log {\frac {1}{\rho }}\left({\frac {1+r}{1-r}}\right)^{n-1}V(\Lambda _{k}).}
Відповідно для довільного {\displaystyle \varepsilon >0} існує для всіх достатньо великих {\displaystyle k} виконується нерівність 
{\displaystyle {\frac {1}{k}}\log |f_{k}(z_{2},\ldots ,z_{n})|\leqslant \varepsilon \log {\frac {1}{\rho }}=\log {\frac {1}{\rho ^{\varepsilon }}}.}
Звідси для достатньо великих {\displaystyle k} і {\displaystyle |z_{j}|\leqslant r,\ j=2,\ldots ,n}:
{\displaystyle |f_{k}(z_{2},\ldots ,z_{n})|\leqslant {\frac {1}{\rho ^{\varepsilon k}}}.}
Як наслідок степеневий ряд рівномірно сходиться для будь-яких {\displaystyle |z_{j}|\leqslant r<1,\ j=2,\ldots ,n} і {\displaystyle |z_{1}|\leqslant s<\rho ^{\varepsilon }<1}. Але вибираючи {\displaystyle r} і {\displaystyle \rho ^{\varepsilon }} (за рахунок вибору як завгодно малого {\displaystyle \varepsilon >0}) як завгодно близькими до 1 одержуємо, що ця рівномірна збіжність матиме місце у множинах, що містять будь-яку компактну підмножину відкритого полікруга. Тобто степеневий ряд збігається рівномірно на будь-якій компактній підмножині відкритого полікруга і тому гранична функція буде неперервною у відкритому полікрузі.   